# Евтич, Миролюб
Ми́ролюб Е́втич (серб. Мирољуб Јевтић; род.1955, Вране, Югославия) — сербский политолог и исламовед, специалист по политологии религии.

## Биография
Окончил факультет политических наук Белградского университета, там же на юридическом факультете Белградского университета защитил магистерскую диссертацию по теме «Исламское понимание войны и роль Исламской конференции в сохранении мира» и докторскую диссертацию по теме «Современный джихад, как война». С 1983 года преподаёт на факультете политических наук Белградского университета, где с 1998 года является профессором. 
Основатель, главный и ответственный редактор журнала «Политология религии», который является первым научным журналом мирового уровня, публикующий работы по этой дисциплине и начал выходить в Белграде в феврале 2007 году. Журнал издаёт Центр изучения религии и религиозной терпимости.   
Профессор Евтич написал первую монографию, посвящённую понятию джихада на территориях от города Варны на Чёрном море в Болгарии до Сежаны на словенско-итальянской границе. Профессор Евтич первым во всей Восточной Европе ввёл в учебный план преподавания политических наук предмет «политология религии». Сформулировал понятие «Белая Аль Каида».